# Grand Prix Pino Cerami 1971
Il Grand Prix Pino Cerami 1971, ottava edizione della corsa, si svolse il 1º aprile su un percorso di 215 km, con partenza e arrivo a Wasmuel. Fu vinto dal belga Georges Vanconingsloo della Molteni davanti ai suoi connazionali Tony Houbrechts e Marian Polansky.

## Ordine d'arrivo (Top 10)
| Pos. | Corridore              | Squadra             | Tempo    |
| ---- | ---------------------- | ------------------- | -------- |
| 1    | Georges Vanconingsloo  | Molteni             | 5h34'00" |
| 2    | Tony Houbrechts        | Salvarani           | a 3"     |
| 3    | Marian Polansky        |                     | s.t.     |
| 4    | Tony Gakens            | Watney-Avia         | s.t.     |
| 5    | Ernie De Blaere        | Hertekamp-Magniflex | s.t.     |
| 6    | Victor Van Schil       | Molteni             | a 40"    |
| 7    | Gustaaf Van Roosbroeck | Watney-Avia         | a 45"    |
| 8    | Albert Van Vlierberghe | Ferretti            | s.t.     |
| 9    | Martin Van Den Bossche | Molteni             | s.t.     |
| 10   | Willy Monty            | Watney-Avia         | s.t.     |